# Paul-André Robert
Pour les articles homonymes, voir Paul Robert et Robert.
Paul-André Robert, né le 10 novembre 1901 à Le Ried-sur-Bienne et mort le 20 août 1977 à Orvin, est un illustrateur et naturaliste suisse.

## Biographie
Fils de Léo-Paul Robert (1851-1923) également peintre naturaliste, il a illustré aux éditions Delachaux et Niestlé plusieurs ouvrages naturalistes portant sur les oiseaux, les champignons ou les insectes.
Son principal ouvrage alliant le récit de ses observations et ses planches, est consacré aux libellules qui ont été son violon d'ingres toute sa vie. Il reste une mine de renseignements pour les amoureux de ce groupe d'insectes.

## Ouvrages
- Les insectes, tomes 1 et 2 Delachaux et niestlé, 1936-37 (réédition en 1 tome avec une préface de J.D'Aguilar en 2001)
- Les libellules, Delachaux et niestlé, 1958, 364p.
- Flore et Végétation des Alpes (2 tomes), texte de Cl.Favarger, illustrations de Paul-A Robert, Delachaux et Niestlé, 1956-59 (réédités en 1995)